# Populocrescentia
Populocrescentia is een geslacht van schimmels behorend tot de familie Phaeosphaeriaceae. De typesoort is Populocrescentia forlicesenensis.

## Soorten
Volgens Index Fungorum telt het geslacht drie soorten (peildatum februari 2022);
| Soortnaam                        | Auteur(s)                                   | Publicatiejaar |
| -------------------------------- | ------------------------------------------- | -------------- |
| Populocrescentia ammophilae      | Wanas., Camporesi, E.B.G. Jones & K.D. Hyde | 2018           |
| Populocrescentia forlicesenensis | Wanas., Camporesi, E.B.G. Jones & K.D. Hyde | 2015           |
| Populocrescentia rosae           | Wanas., Gafforov & K.D. Hyde                | 2018           |